# Eugoa trifaciata
Eugoa trifaciata là một loài bướm đêm thuộc phân họ Arctiinae, họ Erebidae.